# Peter von Goëss

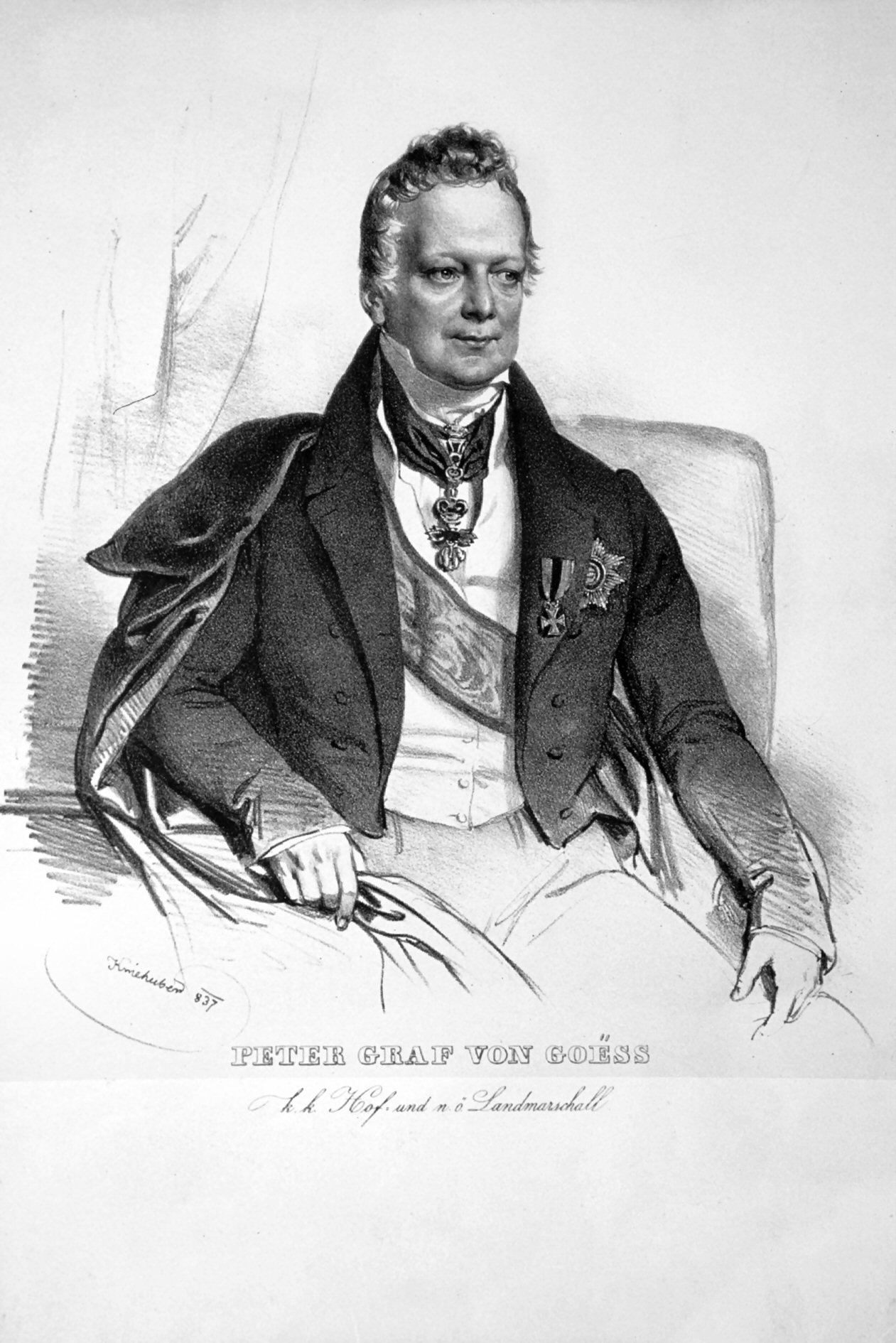
Peter graaf van Goëss als hofmaarschalk in Wenen

Johann Zeno Peter II, graaf van Goëss, heer van Karlsberg en Moosburg (Florence, 8 februari 1774 – Wenen, 11 juli 1846) was een edelman in het Heilige Roomse Rijk en nadien in het keizerrijk Oostenrijk. 
Hij was in dienst van de Oostenrijkse Habsburgers eerst als lokaal bestuurder en later als hoveling van keizer Ferdinand I.

## Levensloop
Goëss was een zoon van Johann Karl Anton Goëss, Oostenrijks generaal aan het hof van de groothertog van Toscane, en gravin Maria Anna Christalnigg von un zu Gillizstein. Na zijn studies rechten in Wenen begon Peter von Goëss zijn politieke loopbaan in 1795 bij het stadsbestuur van Klagenfurt; hij moest bemiddelen tussen de Franse bezetters en de voormannen van het hertogdom Karinthië. Nadien werkte hij als intendant voor Oostenrijkse troepen. Vanaf 1802 was hij regeringscommissaris in Istrië, Dalmatië en Cattaro, gebieden bezet door de Oostenrijkse troepen. Goëss was geconfronteerd met hongersnood in Dalmatië. Hij organiseerde er de voedselbedeling. Met eigen middelen kocht hij de scheepslading van twee gezonken schepen in de haven van Zara op. De adel van Zara was hem hiervoor erkentelijk. Ze lieten een herdenkingsmedaille slaan met de inscriptie Dalmatia Felix Recepto Caesare ofwel het gelukkige Dalmatië nadat het (deze) keizer kreeg. Zijn carrière ging toen in stijgende lijn.
Vanaf 1804 was Goëss stadhouder van het hertogdom Karinthië en vanaf 1806 combineerde hij dit met het stadhouderschap van het hertogdom Stiermarken. In deze periode ontving hij de benoeming tot lid van de Geheimraad van de keizer van Oostenrijk. Hij verbleef toen in Graz.
Van 1808 tot 1809 was hij gouverneur van de vrije rijksstad Triëst, gevolgd door het ambt van generaal-intendant voor alle Oostenrijkse troepen in Noord-Italië en Tirol. Door verraad kregen de Franse troepen van keizer Napoleon Bonaparte hem te pakken; Goëss zat in de gevangenis van Padua en er wachtte de dood met de kogel op hem. Door diplomatieke druk geraakte hij evenwel vrij.
De keizer beloonde Goëss voor zijn moed in Italië met de bevordering tot gouverneur van het Koninkrijk Galicië en Lodomerië in Oost-Europa (1809); hier bleef hij tot 1815. Na de val van Napoleon in de Slag bij Waterloo (1815) keerde Goëss terug naar de Oostenrijkse gebieden in Italië. Van 1815 tot 1819 was hij gouverneur van de provincie Venetië. In 1819 werd Goëss bevorderd tot kanselier van de keizerlijke hofkanselarij van Lombardije-Venetië. 
Keizer Ferdinand I riep Goëss naar het keizerlijk hof in Wenen in 1823. Goëss bekleedde er verschillende ambten waaronder Obersthofmeister van aartshertog Frans Karel van Oostenrijk. Hij combineerde het ook met een bestuursambt bij de pas opgerichte Spar-Casse. Tevens was hij vanaf 1825 landmaarschalk van Neder-Oostenrijk. Hij werd ridder van de Orde van het Gulden Vlies in 1830. Politiek was hij aanhanger van de Restauratie en bijgevolg tegenstander van elke liberale hervorming. In 1834 volgde de benoeming tot hofmaarschalk van keizer Ferdinand I. 
Peter von Goëss huwde tweemaal. De eerste maal met zijn nicht gravin Freiin von Kaiserstein (gestorven in 1800) en de tweede maal met gravin Isabella von Thürheim die hem overleefde.